# Посестрима (часопис)
Посестрима : лист за поуку и забаву нашем женскињу је часопис који је излазио током 1890. године у Панчеву и Великој Кикинди. Био је васпитно-поучног карактера.

## О часопису
Часопис је излазио само током 1890. године и публиковано је свега 18 бројева. Почео је да излази 1. априла 1890, а престао је са излажењем 15. децембра исте године. Штампан је у Панчеву, у Штампарији Николе М. Косанића. Власници и издавачи листа били су Иван Мартиновић и Љубомир Лотић. Жене су писале о својим проблемима, освајале су права и просторе јавне комуникације који су до тада припадали само мушкарцима. Наравно, оне су својим знањима и искуством и подучавале. Поднаслов часописа је био поучан и забаван лист за наше женскиње и он даје карактер самом часопису. Поука је била важна сваком уредништву јер су женама били неопходни практични савети, али је то било време тзв. Скерлићеве епохе (а њему је утилитарност и здравље народа било на првом месту).То доба је окарактерисано као доба народног просвећивања, побољшања образовних стандарда и економског положаја угрожених групација (углавном радника, жена и деце). Улога часописа је била и у томе да се омогући женама да се отресу и ослободе свих оних правила која су их минимализовала и сводила на периферне појаве у животу. Текстови су им, такође, омогућавали да се оспособе да саме мисле и раде.

### Периодичност
Излази 1. и 15. у месецу.

### Уредници
- Никола М. Косанић - од броја 1 до броја 13 (1890)
- Иван Мартиновић - од броја 14 (1890)

### Сарадници
- Драгомир Брзак
- Бошко Петровић
- Васа Крстић Љубисав

### Прикази књига
Часопис је објављивао приказе књига које су му достављане у редакцију.

## Рубрике
- Књижевни прилози
- Белешке

### Вести из женског света
На посредан начин, као чинилац женског освешћивања, деловале су вести и чланци који би се могли назвати “из женског света”.
- У Стокхолму је изведена опера У Флоренцији Јелене Мунстерлове[3]
- У Паризу је почео излазити L esprit de la femme[3]
- Отворена је књижарница у којој ће се држати дела која су написали женски аутори[4]

### Изнађоше штампу и би светлост
Године 1890. у часопису је изашао текст са врло помпезним насловом где се штампаним делима даје велика улога и моћ.
| „ | Што год је историја рода човечанског могла да покаже да је лепо и племенито, о томе је сваки могао себи стећи знања, и нове идеје… Штампа је разгонила таму средњега века. | ” |

## Галерија слика
- Посестрима, насловна страна броја 1
- Посестрима, насловна страна броја 2
- Посестрима, насловна страна броја 3
- Посестрима, насловна страна броја 4
- Посестрима, насловна страна броја 5
- Посестрима, насловна страна броја 15
- Посестрима, насловна страна броја 17
- Посестрима, насловна страна броја 18